# Christoph Heinrich Pfaff

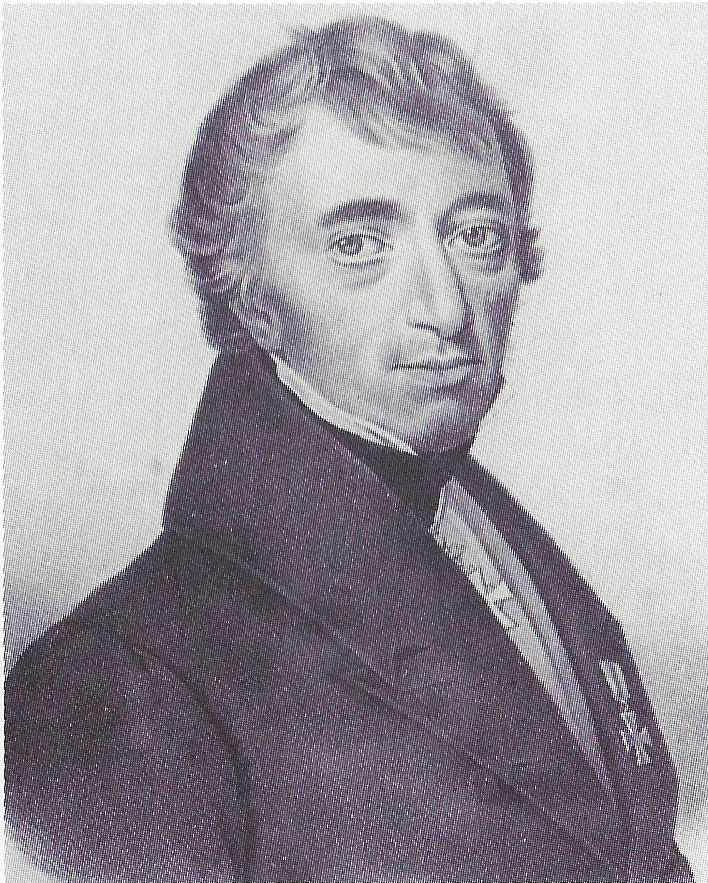
Christoph Heinrich Pfaff

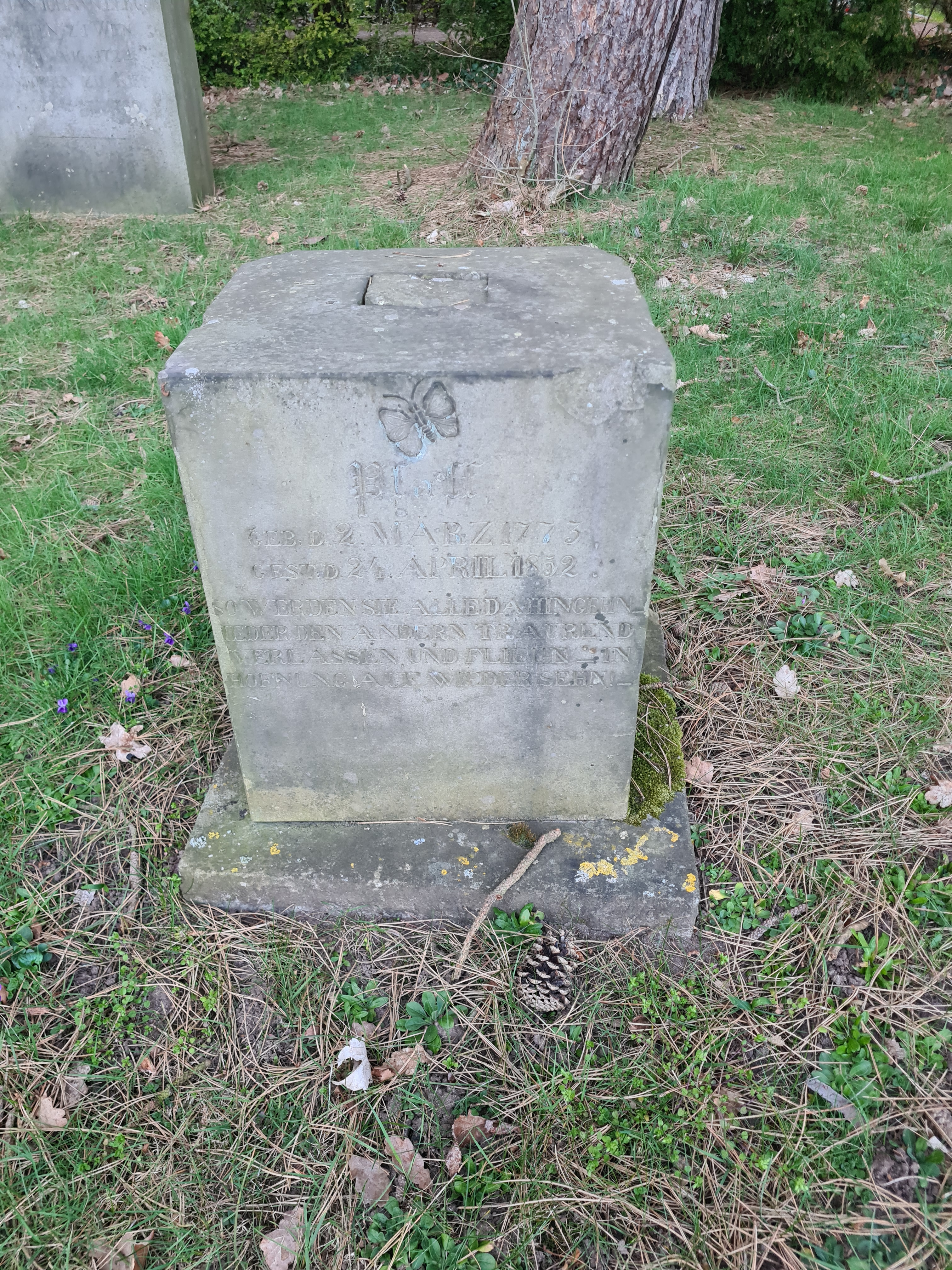
Das Grab von Christoph Heinrich Pfaff auf dem Parkfriedhof Eichhof

Christoph Heinrich Pfaff (* 2. März 1773 in Stuttgart; † 23. April 1852 in Kiel) war ein deutscher Arzt und Hochschullehrer an der Christian-Albrechts-Universität Kiel. Als Physiker und Chemiker erforschte er die Bioelektrizität. Als Mediziner machte er sich um die Pockenimpfung und die Neuordnung des Apothekenwesens verdient.

## Leben
Christoph Heinrich war der sechste Sohn des Geh. Oberfinanzrates Friedrich Burkhard Pfaff. Zwei seiner elf Geschwister waren Johann Friedrich Pfaff und Wilhelm Andreas Pfaff, die ebenfalls Universitätsprofessoren wurden.
Von 1782 bis 1793 besuchte er die Stuttgarter Karlsakademie, an der er in den letzten drei Jahren Medizin studierte und sich mit Georges Cuvier befreundete. 1793 schrieb er die Dissertatio inauguralis medica de electricitate sic dicta animali. Unabhängig von Alessandro Volta stellte er eine Spannungsreihe auf. Ende 1793 immatrikulierte er sich an der Georg-August-Universität Göttingen, wo er bei Georg Christoph Lichtenberg, Friedrich Benjamin Osiander und Samuel Hahnemann hörte. Er entwarf ein Manuskript über Die vier Hauptarten Kontraktionen zu erwecken, auf welche sich alle übrigen reduzieren lassen und stand zur Veröffentlichung mit Friedrich Albrecht Carl Gren in Verbindung. 1795 publizierte er eine Monografie Über thierische Elektricität und Reizbarkeit, die Alexander von Humboldt als musterhaft lobte und ihn beeinflusste, und setzte sich mit dem frühromantischen Physiker Johann Wilhelm Ritter, mit Goethes Farbenlehre und mit Julius Robert Mayers Energieprinzip auseinander.

### Kopenhagen und Kiel
Vom Spätherbst 1794 bis zum Spätsommer 1795 war Pfaff in Kopenhagen, wo er an den klinischen Instituten arbeitete. Hier lernte er den Diplomaten Graf Friedrich Karl von Reventlow kennen. Von 1795 bis 1797 war er ärztlicher Begleiter des Grafen auf seiner Italienreise. Danach ließ er sich als Arzt in Heidenheim nieder, gab die Praxis jedoch bald wieder auf. Auf Bemühung von Reventlow und von Philipp Gabriel Hensler (1733–1805) wurde er im Frühjahr 1798 als a.o. Professor der Medizin, vorerst ohne Gehalt, an die Universität Kiel berufen. Noch unter dem Einfluss des Seniors der Medizinischen Fakultät Georg Heinrich Weber hing Pfaff der Pockenimpfung mit Menschenpockenlymphe (Variolation) an. So impfte er 1798/99 in der Probstei 234 Kinder. Als seine Familie ihn drängte, eine freigewordene Stelle als Bergrat in Württemberg anzunehmen, erhielt er durch Vermittlung Reventlows den Auftrag zur Unterstützung des Professors der Physik in Kiel, Johann Friedrich Ackermann, die Vorlesungen über Physik zu übernehmen, womit ein Gehalt von 300 Reichstalern und der Eintritt als o. Professor in die Philosophische Fakultät verbunden waren.
Bei dem hohen Alter des Professors der Chemie in Kiel, Kerstens, wurde ihm in Aussicht gestellt, nach dessen Tode die Professur der Chemie ebenfalls zu erhalten. Da er sich dieser Aufgabe nicht gewachsen fühlte, ging er von Frühjahr bis Spätherbst 1801 nach Paris, um praktische Erfahrung zu erwerben. Hierbei unterstützte ihn Georges Cuvier. Mit einigen jüngeren Franzosen richtete er sich ein Laboratorium ein. Hier lernte er Volta persönlich kennen und wurde zu den Sitzungen der Kommission zugezogen, der die Prüfung von Volta’s Entdeckungen übertragen war.
Bei seiner Rückkehr übernahm er, weil Kerstens inzwischen verstorben war, die Professur für Chemie und trat damit zugleich in die Medizinische Fakultät ein, der damals die Chemie zugerechnet wurde. Nun, ab 1802, vertrat Pfaff die Pockenimpfung mit Kuhpockenlymphe (Vakzination). 1802 beauftragte er den Arzt Dr. Friedrich Adolph von Heinze mit einem Bericht über die Praxis der Kuhpockenimpfung in der Probstei. Aus diesem Bericht erfuhr Pfaff von der Entdeckung des Lehrers Peter Plett, die er sofort veröffentlichte und an die deutsch-dänische Regierung in Kopenhagen meldete. Pfaff bedauerte später, dass Weber die Plettsche Entdeckung kannte, sich aber sträubte, das neue Schutzmittel anzuwenden.
In den Jahren 1809 bis 1818 reiste er mehrmals nach Süddeutschland und verkehrte mit Heinrich Wilhelm Olbers, Samuel Thomas von Soemmerring, Johann Samuel Traugott Gehler, Jöns Jakob Berzelius und Ludwig Wilhelm Gilbert. Auf einer späteren Reise an den Rhein und in die Schweiz traf er Marc-Auguste Pictet und Charles-Gaspard de la Rive. 1829 war er in Paris und London, wo er von Michael Faraday, William Thomas Brande, William Prout und Hollander Anregung fand. Nachdem er sich noch 1830 an der Versammlung der deutschen Naturforscher in Hamburg lebhaft beteiligt hatte, nahm seine Augenschwäche stark zu. Wohl schon 1806 bemerkte er ein Nachlassen seines Sehvermögens und lehnte daher Berufungen an andere Universitäten ab. 1845 musste er sein Lehramt aufgeben.

### Neuorganisation des Apothekerwesens
Als 1804 ein Sanitätskollegium für die Herzogtümer zur durchgreifenden Organisation des Apothekerwesens errichtet wurde, trat er als Mitglied und Sekretär bei, und wurde 1828 dessen Direktor. Im Auftrage des Sanitätskollegiums gab er im Jahre 1831 die Pharmakopöe für die Herzogtümer Schleswig-Holstein heraus.

## Ehrungen
- Rektor der Universität Kiel (1816/17 und 1828/29)[2]
- Korrespondierendes Mitglied der Preußischen Akademie der Wissenschaften (1812)[3]
- Auswärtiges Mitglied der Bayerischen Akademie der Wissenschaften (1820)
- Danebrog-Orden (1815)
- Ehrenbürger von Kiel (1843)
- Nach Pfaff benannte Carl Friedrich Philipp von Martius 1826 die Pflanzengattung Pfaffia aus der Fuchsschwanzgewächse (Amaranthaceae).[4]

## Schriften (Auswahl)
- Dissertatio inauguralis medica De electricitate sic dicta animali, Stuttgart: Universitäts-Verlag 1793.
- Über thierische Elektricität und Reizbarkeit : ein Beytrag zu den neuesten Entdeckungen über diese Gegenstände, Leipzig: Crusius 1795 (Digitalisat).
- Phantasieen und botanische Bemerkungen auf einer Fußreise durch die schwäbische Alpe. Halle am Kocher: Schmeissersche Verlagsbuchhandlung 1798.
- Grundriß einer allgemeinen Physiologie und Pathologie des menschlichen Körpers, Bd. 1, Kopenhagen: Brummer 1801.
- Revision der Grundsätze des Brownischen Systems mit besonderer Hinsicht auf die Erregungstheorie, Kopenhagen 1804.
- Ueber die Mineralquellen bey Bramstedt und über einige andere Mineralquellen im Holsteinischen, nebst einigen Bemerkungen über Mineralquellen im Allgemeinen, Altona: Hammerich 1810.
- System der Materia medica nach chemischen Principien. F. Chr. W. Vogel, Leipzig, Band I (1808) (Digitalisat); Band II (1811) (Digitalisat); Band III (1814) (Digitalisat); Band IV (1815) (Digitalisat); Band V (1817) (Digitalisat); Band VI (1821) (Digitalisat); Band VII (1824) (Digitalisat)
- Ueber den heißen Sommer von 1811 nebst einigen Bemerkungen über frühere heiße Sommer. Kiel: Hesse 1812.
- Ueber Newton’s Farbentheorie, Herrn von Goethe’s Farbenlehre und den chemischen Gegensatz der Farben, Friedrich Christian Wilhelm Vogel, Leipzig: Vogel 1813, Digitalisat
- Ueber und gegen den thierischen Magnetismus und die jetzt vorherrschende Tendenz auf dem Gebiete desselben, Hamburg: Perthes & Besser, 1817.
- Handbuch der analytischen Chemie  für Chemiker, Staatsärzte, Apotheker, Oekonomen und Bergwerks Kundige. 2. Aufl. Zwei Bände. Altona: Hammerich 1824/1825.
- Der Elektro-Magnetismus, eine historisch-kritische Darstellung der bisherigen Entdeckungen auf dem Gebiete desselben, nebst eigenthümlichen Versuchen von C. H. Pfaff, Perthes und Besser, Hamburg 1824, Digitalisat
- Pharmacopoea Slesvico-Holsatica, Kiel: Universitätsbibliothek 1831, Digitalisat.
- zusammen mit Christian Rudolph Wilhelm Wiedemann und Georg Heinrich Ritter: Taxe der Apothekerwaaren für die Herzogthümer Schleswig und Holstein, Kiel: Königliche Schulbuchdruckerei 1832.
- Revision der Lehre vom Galvano-Voltaismus : mit besonderer Rücksicht auf Faraday’s, de la Rive’s, Bequerels, Karstens u. a. neueste Arbeiten über diesen Gegenstand, Altona: Hammerich 1837.
- Mitarbeit an Johann Samuel Traugott Gehler’s physikalischem Wörterbuch (E. B. Schurckert, 1828–1840).
- Lebenserinnerungen. Kiel: Schwers 1854.

### Herausgeber
- mit Paul Scheel und Carl Asmund Rudolphi: Nordisches Archiv für Natur- und Arzneywissenschaft und Chirurgie (1799–1805)

### Übersetzung
- L.[Louis] B.[Bernard] Guyton de Morveau: Abhandlung von den Mitteln die Luft zu reinigen, (aus dem Französischen,) Friedrich Brummer, Kopenhagen 1802, Digitalisat
- John Brown’s System der Heilkunde, (aus dem Englischen,) Prost und Storch, Kopenhagen 1796, Digitalisat
- Xavier Bichat: Allgemeine Anatomie, angewandt auf die Physiologie und Arzneywissenschaft. (aus dem Französischen,) Siegried Lebrecht Crusius, Leipzig 1802, Digitalisat